# KASCADE
KASCADE (після розширення — KASCADE-Grande) — європейський експеримент з дослідження космічних променів, який працював в 1996—2013 роках. Складався з великого масиву датчиків для одночасної реєстрації електронної, мюонної і адронної компонентів атмосферних злив з метою вивчення первинного складу космічних променів і адронних взаємодій.

## Історія
KASCADE був започаткований у 1996 році у Дослідницькому центрі Карлсруе, Німеччина (нині Технологічний інститут Карлсруе).
В подальшому експеримент було розширено шляхом приєднання 37 детекторів колишнього експерименту EAS-TOP, який проводився між 1987 і 2000 роками в Кампо Імператоре, лабораторії Гран Сассо, Італія. Розширений експеримент отримав назву KASCADE-Grande і зміг працьвати в ширшому енергетичному діапазоні, 1014 –1018 еВ.
Експеримент зробив значний внесок у розробку програми моделювання CORSIKA, яка широко використовується в астрофізиці елементарних частинок. Експеримент LOPES розташований спільно з KASCADE-Grande. LOPES складається з радіоантен і вимірює радіовипромінювання великих атмосферних злив.
KASCADE (включно з усіма розширеннями) припинив роботу в 2013 році, але частина його детекторів досі використовується в інших експериментах з дослідження атмосферних злив, наприклад, LOFAR і Тунка.

## Результати
Вивчаючі важкі компоненти космічного випромінювання, KASCADE розширив вимірювання спектру до 200 ПеВ, а в 2011 році знайшовши «коліно» біля 80 ПеВ.
Дані, отримані KASCADE-Grande, знаходяться у вільному доступі в Центрі даних KASCADE Cosmic-Ray Data Center (KCDC).

## Учасники
- Технологічний інститут Карлсруе, Карлсруе,  Німеччина
- Національний інститут астрофізики, Турин, Італія
- Університет Зігена[en], Німеччина
- Університет Вупперталя[en], Вупперталь, Німеччина
- Інститут ядерних досліджень Солтана, Лодзь, Польща
- Інститут фізики та ядерної техніки, Бухарест, Румунія